# La Dame de Musashino
Pour plus de détails, voir Fiche technique et Distribution.
La Dame de Musashino (武蔵野夫人, Musashino fujin) est un film japonais réalisé par Kenji Mizoguchi, sorti en 1951.

## Synopsis
En 1945, alors que la guerre est en fin de course, Tokyo est bombardé. Michiko et Tadao Akiyama, qui ont perdus leur maison, quittent la ville pour Musashino, une banlieue rurale de Tokyo. À Musashino, Michiko retrouve ses parents, ceux-ci sont héritiers d'une famille riche, possédants des terres, le couple s'installent chez eux. Juste à côté vivent, Eiji Onho le cousin de Michiko, et sa femme Tominko. Les deux couples ont un mariage qui bat de l'aile, et Tadao va de temps en temps voir ailleurs. 
La mère de Michiko décède de maladie, suivie un peu plus tard par son mari. L'autre cousin de Michiko, Tsumoto, revient de l'armée où son père est mort. Tsumoto, vit dans un premier temps, avec des jeunes, mais Michiko, ayant peur qu'il tourne mal, propose de le loger. Michiko et Tsumoto tombent amoureux lors de promenades dans la région, mais Michiko garde ses distances. En parallèle, Tadao drague Tominko, qui montre d'abord un désintérêt, puis envisage la question. 
Tadao se rend compte qu'il se passe quelque chose entre Michiko et son cousin, il en profite pour partir avec Tominko. Michiko refuse d'avoir une relation intime avec Tsumoto pour des raisons morales, il décide alors de s'en aller. Eiji, dont la femme est partie, va voir Michiko, inquiet pour son héritage. Il se rendent compte que Tadao a pris l'acte de propriété et qu'il pourrait vendre.
Eiji explique alors à Michiko que la seule chose qui pourrait empêcher à Tadao de vendre les propriétés familiales, serait qu'elle meurt. Tominko laisse finalement Tadao pour rejoindre Tsumoto, Tadao, laissé seul, décide alors de rentrer à la maison. Quand il rentre, encore sou, il trouve sa femme morte. À côté d'elle, se trouve un flacon de cyanure.

## Fiche technique
- Titre : La Dame de Musashino
- Titre original : 武蔵野夫人 (Musashino fujin?)
- Réalisation : Kenji Mizoguchi
- Scénario : Yoshikata Yoda, d'après le roman de Shōhei Ōoka
- Producteur : Hideo Koi
- Société de production : Tōhō
- Musique : Fumio Hayasaka
- Directeur de la photographie : Masao Tamai
- Montage : Ryoji Sakato
- Ingénieur du son : Shōji Kameyama
- Pays d'origine :  Japon
- Langue originale : japonais
- Format : noir et blanc - 1,37:1 - 35 mm - Son mono
- Genre :drame
- Durée : 92 minutes[1]
- Date de sortie : 
  - Japon : 14 septembre 1951[1]

## Distribution
- Kinuyo Tanaka : Michiko Akiyama
- Yukiko Todoroki : Tomiko Ono
- Masayuki Mori : Tadao Akiyama
- Akihiko Katayama : Tsutomu Miyaji
- Sō Yamamura : Eiji Ono
- Eitarō Shindō : Shinzaburo Miyaji
- Kiyoko Hirai : Tamiko Miyaji
- Minako Nakamura : Yukiko Ono
- Satoshi Nishida : Narita
- Reiko Otani : Takako Sasamoto
- Noriko Sengoku : servante chez Ono
- Michiko Tsuyama : Eiko